# ثلاثي هيدروكسيد كلوريد الديكلوبريد
ثلاثي هيدروكسيد كلوريد الديكلوبريد هو مركب كيميائي صيغته  (Cu2 (OH) 3Cl) وغالبا ما يشار إليه باسم كلوريد النحاس القاعدي (TBCC) أو كلوريد ثلاثي هيدروكلوريد النحاس أو هيدروكسي كلوريد النحاس. وهو مادة صلبة بلورية خضراء اللون توجد في الرواسب المعدنية والمنتجات المعدنية المتآكلة والمنتجات الصناعية والأشياء الفنية والأثرية وبعض الأنظمة الحية. تم تصنيعها في الأصل على نطاق صناعي باعتبارها مادة مترسبة تستخدم إما وسيطة كيميائية أو فطريات. منذ عام 1994، تم إنتاج منتج مبلور بمقياس آلاف الأطنان سنوياً، ويستخدم على نطاق واسع كمكمل غذائي للحيوانات.

## تطبيقات

### كمبيد للفطريات الزراعة
تم استخدام مركب دقيق من  (Cu2 (OH) 3Cl) كرذاذ فطري على الشاي، والبرتقال والعنب والمطاط والبن والهيل والقطن وما إلى ذلك وكبخاخ هوائي على المطاط للتحكم في هجوم الفطريات المدمرة على أوراق الشجر.